# Hynek Prokeš
Hynek Prokeš (* 3. prosinci 1986, v Čeladné) je bývalý český fotbalový útočník.

## Klubová kariéra
Svoji fotbalovou kariéru začal v Baníku Ostrava, odkud později přestoupil do FC Hlučín a následně do MFK Frýdek-Místek. V sezoně 2011/12 nastřílel 18 branek a stal se druhým nejlepším střelcem MSFL - třetí nejvyšší soutěže. V létě 2012 se o hráčovy služby zajímaly dva prvoligové kluby a to Baník Ostrava a 1. FC Slovácko. Hráč nakonec podepsal smlouvu s SFC Opava. V průběhu podzimní části ročníku 2012/13 odešel na hostování do Třince. Před jarem se vrátil do Opavy. V červenci 2013 zamířil zpět do Frýdku-Místku, kde prožil úspěšný ročník. Po roce přestoupil za nespecifikovanou částku do mužstva prvoligového nováčka z Hradce Králové.
V únoru 2015 byl na testech v polském klubu MKP Pogoń Siedlce.